# 빅 조 터너
빅 조 터너(Big Joe Turner, 1911년 5월 18일 ~ 1985년 11월 24일)는 미주리주 캔자스시티에서 온 미국의 블루스 가수였다. 작곡가 독 포머스에 따르면, "로큰롤은 그가 없었다면 절대 일어나지 않았을 것이다."